# Arenophryne rotunda
Arenophryne rotunda is een kikker uit de familie Australische fluitkikkers (Myobatrachidae). De soort werd voor het eerst wetenschappelijk beschreven door Tyler in 1976.

## Voorkomen
De kikker is endemisch in Australië. De habitat bestaat uit drogere zandduinen in kuststreken in het westen van het land. De soort is afhankelijk van vochtige omstandigheden waarbij het dier actief wordt en ligt bij drogere omstandigheden ingegraven in een holletje onder de grond.

## Voortplanting
De voortplanting vindt plaats van maart tot april, de mannetjes kwaken bovengronds en een koppeltje brengt de zomer ondergronds door. De eitjes worden ongeveer 80 centimeter diep begraven in vochtige grond. Er is geen zichtbaar kikkervisjes-stadium; de larven ontwikkelen zich volledig in het ei en komen na ongeveer twee maanden uit.